# Пригунов Лев Георгійович
Пригунов Лев Георгійович (рос. Прыгунов Лев Георгиевич; * 23 квітня 1939) — російський актор, заслужений артист Росії (1976).

## Життєпис
Закінчив Ленінградський державний інститут театру, музики та кінематографії (1962). Працював у Центральному дитячому театрі, у Театрі-студії кіноактора. Знявся в українських фільмах: «Пошук» (1967, Юра), «Останнє пасмо» (1968, Кравченко), «Весільні дзвони» (1969, Калашников), «Серце Бонівура» (1969, т/ф, Віталій Бонівур), «Як гартувалась сталь» (1973, т/ф, 5 с), «Народжена революцією» (1974, 3 с, Никифоров), «Завтра починається сьогодні» (1984, т/ф, 2 а), а також в італійському «Вони йшли на Схід» (1964).

## Фільмографія
- 1962 — «Звільнення на берег» — Микола Валєжніков
- 1963 — «Ранкові поїзди» — Сева
- 1965 — «Іду на грозу» — Річард, аспірант
- 1966 — «Тунель» — Гриша
- 1988 — «Переслідування» — Осташевський
- 2002 — «Ціна страху» — генерал Сараткін